# Inje (muzička grupa)
Inje je srpska elektropop grupa iz Beograda.
Dnevni list Politika opisao je Inje kao „minimalistički, snoliki elektro-pop, sa eteričnim ženskim vokalom“.

## Karijera
Grupa Inje je nastala 2007. godine. Prvi singl Inja, Skrivenosemenica, proveo je nekoliko meseci na vrhu domaćih nezavisnih lista., remiksovan je od strane srpskog producenta Felony Flats i uvršten na kompilaciju DS:Vol-1 U svojoj godišnjoj listi izbora kritičara, Popboks je proglasio Inje za drugi najbolji novi bend 2008. godine.
Posle još nekoliko internet izdanja, prvi zvanični CD Inja (maksi-singl Lego) objavila je 2009. godine nezavisna izdavačka kuća Uzrok. Iste godine, Inje je obradilo pesmu Jugoslovenka poznate srpske narodne pevačice Lepe Brene za potrebe kompilacije Dark 3 Butte 2 Lepa Brena. U prikazu izdanja na muzičkom portalu Terapija, ova obrada je opisana kao potencijalan hit, "koji vodi na plesni podij u vražje nabrijanoj disco-electro EBM izvedbi [...] sa slatkastim ženskim vokalom i procesiranim gitarskim solažama"
Njihov maksi-singl Danas (Uzrok, 2010), koji je sadržao i B stranu kao i pet remiksa, privukao je pažnju šire publike i ušao na top 10 liste relevantnih srpskih televizijskih i radio stanica kao što su Studio B i Jelen Top 10, takođe dostigavši šesnaesto mesto na zvaničnoj godišnjoj listi singlova B92 i četrnaesto mesto na godišnjoj listi Popboksa. Danas se našao na kompilaciji regionalne muzike Kompot, sastavljenoj od strane hrvatskog magazina Pot-lista.
U decembru 2011. godine Inje objavljuje prvi album Protok koji je od strane kritike opisan kao "isto tako prikladan i za plesne podije kao i za chill out atmosferu uz svijeće" i kao suzdržan, repetitivan, ali vrlo melodičan i osećajan. Nedeljni časopis Novi Magazin je opisao ovaj album kao "moderan spoj elektro pop odbljesaka koji ovog puta sežu do roka i indastrijala, sajber kontrolisanih rezova i opiljaka uz gotovo nevin vokal", a bugarski Indioteque kao "elektropop ekstremno visokog kvaliteta", dok je UrbanLook poredio zvuk Protoka sa bendovima GusGus i -Ladytron}-. Francuski E&P je takođe pozitivno ocenio Protok, a u recenziji Jelen Top 10 označen je kao "dobar album koji pleni smislom za detalje i zaokruženost"
Prvi singl sa albuma, Kofein i CO2, objavljen je 2012. uz dva remiksa i video spot. Britanski Electricity Club ga je opisao kao "susret Dubstara i muzike za filmove Dejvida Linča

## Remiksi
Remiks koji je Inje uradilo za pesmu Volim te (hrvatske grupe Lollobrigida) proglašen je jednim od četiri pobednika na MTV konkursu. Osim toga remiksovali su Jenny Wilson (Švedska), Nipplepeople (Hrvatska) itd, dok su njihove pesme remiksovane od strane autora kao što su Breezesquad (Japan), Izae (Hrvatska), kao i brojnih drugih producenata iz regiona.

## Nastupi
Inje je koncertno aktivno od 2008. godine, a najznačajniji nastupi su im dva u Beogradskoj areni sa sastavima Faithless i Hurts. Takođe su nastupali na festivalima Exit (2009, 2010, 2011) i Mikser 2010, u beogradskom Domu omladine, na književnom festivalu U fokusu u Subotici, Demofestu u Banjaluci, kao i na drugim dešavanjima u Srbiji, Hrvatskoj i Bosni i Hercegovini.
Prema statistikama mrežnog mesta last.fm, Inje je jedna od najslušanijih srpskih elektronskih grupa među korisnicima ovog servisa.

## Članovi

### Sadašnji
- Jelena Miletić — vokal
- Jovan Vesić [а] — bas-gitara, klavijature

### Bivši
- Marko Ignjatović [б] — gitara
- Aleksandra Vučelić — klavijature

## Diskografija

### Albumi
- Protok (2011)

### Maksi singlovi
- Danas (2010)

### Učešća na kompilacijama
- (2008) 
  - pesma Skrivenosemenica
- (2010) 
  - pesma Jugoslovenka
- Kompot (2011) 
  - pesma Danas (Izae remix)
- (2011) 
  - pesma Lego

## Napomene
1. ↑  Jovan Vesić je bio član grupe Lollobrigida.[21]
2. ↑  Marko Ignjatović je bio grupe Stray Dogg.[22]

## Spoljašnje veze
- Zvanična prezentacija
- Intervju za Rush.rs, novembar 2009.